# Chřibský hrádek
Chřibský hrádek (též Hrad v Dolní Chřibské nebo Karlštejn) je jedním ze šesti známých skalních hradů v oblasti Českosaského Švýcarska, na severu České republiky, v okrese Děčín, poblíž silničky spojující Doubici a Dolní Chřibskou, na 30 metrů vysoké skále obtékané Doubickým potokem, poblíž hájovny U Sloupu (dnes informační středisko Národního parku České Švýcarsko). Ostroh s hrádkem stojí na levém břehu Doubického potoka v nadmořské výšce asi 340 m n. m. v jižní části katastrálního území Doubice. Od roku 1966 je chráněn jako kulturní památka.

## Historie
Původní název Chřibského hrádku není znám, říkalo se mu Pustý zámek, německy (Wüstes Schoss auf der Irichthaide) nebo také Karlštejn, což je ovšem zcela vymyšlený název. Podle nedoložených pověstí ho založil bájný Cherub Berka jako lovecké sídlo. Chřibská kronika používá jméno Karlštejn a mluví o hrádku jako průvodním hradu Lužické cesty spolu s dalším hrádkem na soutoku Chřibské Kamenice a Doubického potoka.
Historie hrádku doložená archeologickými nálezy sahá do druhé poloviny 13. století a počátku století následujícího, do období vlády posledních Přemyslovců, Jana Lucemburského. Na hradě byly nalezeny stopy po násilném zničení ohněm nejspíše v době husitské. Husité v roce 1425 překročili Lužické hory u Chřibské a v roce 1440 by první větší výprava lužického Šestiměstí na Českou Kamenice a na Českou Lípu.[zdroj?]
Podle Augusta Sedláčka na hradě snad sídlil soudní úředník, který spravoval fojtství ve Chřibské.
Archeologický výzkum provedený roku 2003 ukázal, že dochované zbytky valů a příkopu nebyly opevněním. Na základě tohoto výzkumu bylo navrženo nepovažovat lokalitu za hrad, ale za útočiště prospektorů nebo horníků.

## Stavební podoba
Hrad se skládal z předhradí a malého jádra na plošině skály. Předhradí chránil zejména na severu a na východě příkop mezi dvěma valy. Samotné jádro bylo přístupné pravděpodobně po dřevěném schodišti. Jedinou stavbou v jádře byla dřevěná věž, po které se zachovalo ve skále vylámané podvalí s výklenkem, u kterého je vytesán letopočet 1690.
Na vyobrazení je Chřibského hrádku od Karla Brandta, které doprovázelo dílo F. A. Hebera Böhmens Burgen, je hrádek zobrazen s otvory podobnými skalním oknům, která jsou ovšem také fantazií. Původně měly vést z místností, které se zasuly. Sesutí místností měli způsobit hledači pokladů. Ve skutečnosti je skalní okno jenom jedno.[zdroj?]
Na jaře roce 1850 se zřítila velká část skály, na níž Chřibský hrádek stojí, do potoka.